# Зови ме својим именом (роман)
Зови ме својим именом  (наслов оригинала Call Me by Your Name) је роман америчког писца и универзитетског професора Андреа Асимана. Књига је у Сјединњеним Америчким Државама објављена 2007. године, док је српски издање објављено 2018. године као део едиције Наш свет издавачке куће Штрик. По овој књизи 2017. године снимљен је и филм Скривена љубав, a 2019. године објављен је и наставак романа под називом Нађи ме. 
С обзиром на то да роман прати сазревање главног јунака, из чије перспективе је роман и написан, реч је о билдунгсроману. 

## Радња романа
Година је 1983. и седамнаестогодишњи Елио проводи лето са родитељима у породичној вили на северу Италије. Као и сваке године, његов је отац одабрао једног од пријављених кандидата који ће му помоћи у обављању научно-истраживачког рада. Ове године је то Оливер, двадестчетворогодишњи докторанд из САД-а. Разлике у њиховим личностима и карактерима на почетку њиховог познанства ће довести до неразумевања и стварања нетрпељивости. Међутим, у недељама које су пред њима Елио и Оливер ће се боље упознавати што ће довести и до заљубљивања.  Страх од одбацивања и неразумевања учиниће да њихова веза остане тајна, а састанци да буду могући само ноћу док остали укућани спавају. Ипак, лето се ближи крају и долази време за Оливеров повратак у САД, а он и Елио одлучују да последња три дана проведу у Риму. Након  Елиовог повратка у породичну вилу доћи ће до коначног аутовања оцу који ће га подржати. 

## Награде
Роман  Зови ме својим именом је добио награду Ламбда за најбоље дело у области геј фикције. 